# Орињачка култура
Орињачка култура (фр. Aurignacien) је култура млађег палеолита (пре око 40.000 до 20.000 година) која је обухватала простор садашње Европе, Блиског истока и северне Африке. Инвазивног је порекла из централне Европе. Назив је добила по топонимном локалитету Орињак у Француској, у пределу горње Гароне. Одговара кромањонским људима. Оруђа су врло брижљиво и квалитетно обрађена оштрим окресивањем са уским паралелним браздама. Карактеристични облици су чунасти стругачи и повијено длето у дугачка сечива са две сечице, а од предмета од кости — шила направљена од рога, копља (кратка, робусног облика и засечена при дну), игле и шиљци. Прављене су командне палице од рога.
У орињачкој култури се јављају рани примерци апстрактне фигуралне уметности (пластика, цртежи, гравуре у костима, камену итд). Најстарији примерак је Венера из Холе Фелса.
Значајни локалитети су: 
- Алтамира (Шпанија),
- Орињак (Француска),
- Фон де Гом (Француска),
- Лосел (Француска),
- Пећина Ласко (Француска),
- Костјенки (Русија).

Локалитети на којима је су отркивени налази орињачке културе на Балкану:
- Шандаља II, Црвена Стијена, Буковац пећина, Поточка зијалка, Виндија...